# Shanne Braspennincx
Shanne Braspennincx (Turnhout, 18 maggio 1991) è un'ex pistard olandese.

## Biografia
Shanne Braspennicx è nata a Turnhout il 18 maggio 1991. Ai Giochi olimpici di Tokyo 2020 ha vinto la medaglia d'oro nel keirin. Sempre nel 2021 ha vinto ai Campionati europei di Grenchen le prove della velocità a squadre, in cui ha fatto segnare il nuovo record del mondo in 46"551, e della velocità.

## Palmarès

### Pista
- 2012

GP Sprint Apeldoorn (Apeldoorn), Keirin
- 2013

Campionati europei, Velocità a squadre Under-23 (con Elis Ligtlee)
Campionati europei, Keirin Under-23
Campionati olandesi, Keirin
- 2014

Singen, Keirin
Fastest Woman on Wheels, Keirin
Fastest Woman on Wheels, Scratch
Festival of Speed, Keirin
- 2016

Campionati olandesi, Velocità a squadre (con Kyra Lamberink)
- 2017

Alkmaar, Velocità a squadre (con Kyra Lamberink)
Fastest Woman on Wheels, Keirin
- 2019

Dudenhofen, Velocità
Campionati olandesi, 500 metri a cronometro
Campionati olandesi, Keirin
- 2020

Trofeu Literio Augusto Marques, Velocità
- 2021

Giochi olimpici, Keirin
Campionati europei, Velocità a squadre (con Kyra Lamberink, Steffie van der Peet e Hetty van de Wouw)
Campionati europei, Velocità
- 2022

Discover Lehigh Valley GP, Velocità
Discover Lehigh Valley GP, Keirin

## Piazzamenti

### Competizioni mondiali
- Campionati del mondo

Cali 2014 - Velocità: 23ª
Cali 2014 - Velocità a squadre: 11ª
Cali 2014 - Keirin: 13ª
Cali 2014 - 500 metri a cronometro: 13ª
St. Quentin-en-Yv. 2015 - Velocità a squadre: 5ª
St. Quentin-en-Yv. 2015 - Keirin: 2ª
Hong Kong 2017 - Velocità a squadre: 6ª
Hong Kong 2017 - Velocità: 20ª
Hong Kong 2017 - Keirin: 5ª
Apeldoorn 2018 - Velocità a squadre: 2ª
Apeldoorn 2018 - Velocità: 6ª
Apeldoorn 2018 - Keirin: 5ª
Pruszków 2019 - Velocità a squadre: 5ª
Pruszków 2019 - Keirin: 5ª
Berlino 2020 - Velocità: 9ª
Berlino 2020 - Keirin: 13ª
Roubaix 2021 - Velocità: 7ª
Roubaix 2021 - Keirin: 7ª
St. Quentin-en-Yv. 2022 - Velocità a squadre: 4ª
St. Quentin-en-Yv. 2022 - Keirin: 6ª
Glasgow 2023 - Velocità a squadre: 4ª
Glasgow 2023 - 500 metri a cronometro: 15ª
- Giochi olimpici

Tokyo 2020 - Velocità a squadre: 4ª
Tokyo 2020 - Velocità: 7ª
Tokyo 2020 - Keirin: vincitrice

### Competizioni europee
- Campionati europei

Anadia 2012 - Velocità a squadre Under-23: 3ª
Anadia 2012 - Velocità Under-23: 7ª
Anadia 2012 - 500 metri a cronometro Under-23: 6ª
Anadia 2012 - Keirin Under-23: 6ª
Anadia 2013 - Velocità a squadre Under-23: vincitrice
Anadia 2013 - Corsa a punti Under-23: 20ª
Anadia 2013 - Scratch Under-23: 13ª
Anadia 2013 - Keirin Under-23: vincitrice
Apeldoorn 2013 - Velocità a squadre: 4ª
Apeldoorn 2013 - Velocità: 8ª
Baie-Mahault 2014 - Velocità a squadre: 3ª
Baie-Mahault 2014 - Velocità: 16ª
Baie-Mahault 2014 - 500 metri a cronometro: 9ª
Baie-Mahault 2014 - Keirin: 3ª
Saint-Quentin-en-Yvelines 2016 - 500 metri a cronometro: 6ª
Saint-Quentin-en-Yvelines 2016 - Velocità a squadre: 4ª
Saint-Quentin-en-Yvelines 2016 - Keirin: 9ª
Berlino 2017 - Velocità a squadre: 3ª
Berlino 2017 - Keirin: ritirata
Glasgow 2018 - Velocità a squadre: 4ª
Glasgow 2018 - Velocità: 5ª
Glasgow 2018 - Keirin: 10ª
Apeldoorn 2019 - Velocità a squadre: 3ª
Apeldoorn 2019 - Velocità: 7ª
Apeldoorn 2019 - Keirin: 4ª
Grenchen 2021 - Velocità a squadre: vincitrice
Grenchen 2021 - Velocità: vincitrice
Grenchen 2021 - Keirin: 7ª
Monaco di Baviera 2022 - Velocità a squadre: 2ª
- Giochi europei

Minsk 2019 - Velocità a squadre: 3ª
Minsk 2019 - Keirin: 2ª
Minsk 2019 - Velocità: 4ª